# Râușor (Râul Târgului)
Râușor je desna pritoka Râul Târgului u Rumunjskoj. Ulijeva se u akumulaciju Râușor, iz koje isječe Râul Târgului. Duljina joj je 10 km, a površina porječja 36 km2.